# اینگرام (کالیفرنیا)
اینگرام (به انگلیسی: Ingram) یک منطقهٔ مسکونی در ایالات متحده آمریکا است که در شهرستان مندوسینو، کالیفرنیا واقع شده‌است. اینگرام ۲۵۶ متر بالاتر از سطح دریا واقع شده‌است.